# Coeur d'Alene (popolo)
I Cœur d'Alene sono uno dei popoli nativi americani. Erano residenti in un territorio che si estendeva dal nord dell'Idaho all'est dello stato di Washington fino all'ovest del Montana.

## Storia

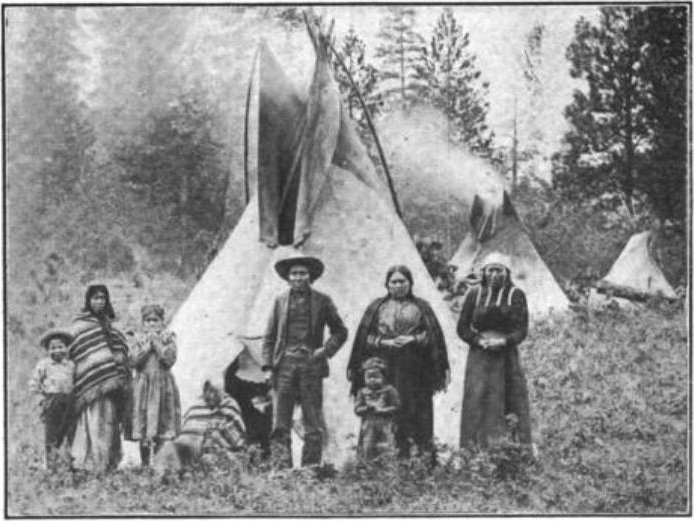
Cœurs d'Alène verso il 1907.

All'epoca della Louisiana francese i coureurs des bois ed i trapper del Canada francese soprannominarono questi popoli « Cœur d'Alène» in ragione della loro durezza nelle trattative d'affari ("alêne" significa lesina, appuntito attrezzo che serve per lavorare le pelli). Nella loro lingua, essi si denominano  Schitsu'umsh o Skitswish (che significa «il popolo che abbiamo trovato qui»). La lingua coeur d'alene appartiene alla famiglia linguistica delle lingue salish. Per secoli i membri della tribù vissero nel nord dell'Idaho, nella zona chiamata Idaho Panhandle.
Alla base della loro alimentazione, come di tutti i popoli dell'ovest americano, vi erano i bulbi di Camassia; inoltre essi pescavano trote e salmoni, che abbondavano nei fiumi della loro regione. I territori dei Cœur d'Alène furono ridotti a 2400 km² nel 1873, quando il presidente degli Stati Uniti, Ulysses S. Grant, istituì la Riserva indiana Coeur d'Alène. In seguito i governi successivi ridussero ancora questo spazio protetto a 1400 km². Oggigiorno, si stima che la comunità conti circa 2000 membri.